# Piotr Padlewski
Piotr Michał Padlewski (11 settembre 1994) è uno speedcuber polacco.
Attualmente detiene il record del mondo nella risoluzione singola dello Square One  e si piazza al secondo posto nel mondo per la media di 5 risoluzioni.

## Record rilevanti

### Singolo
- Square One 10.96, record del mondo
- Master Magic 2.58, record polacco

### Media di 5
- Square One 15.21, secondo posto al mondo
- Master Magic 2.96, record polacco